# 西貢南邊圍旅遊巴翻側事故
西貢南邊圍旅遊巴翻側事故是一宗於2008年5月1日早上在香港新界西貢區南邊圍新西貢公路回旋處發生的嚴重交通意外，一架旅遊巴士翻側造成19死43傷，為香港史上第三嚴重的陸上交通意外。

## 車禍經過
2008年5月1日早上8時半，兩部載有幾十名香港神慈秀明會教友的旅遊巴士準備由慈雲山分會前往西貢市竹洋路教會香港總會參加每月例行崇拜，至早上9時02分，其中一部載有61名乘客，由伍氏兄弟旅運公司（現名為恆運客運有限公司，並於2018年3月結束營業）所擁有，配上香港新亞車身的2001年五十鈴LT132P型旅遊巴士（車輛牌照號碼JZ6686）在駛至新西貢公路南邊圍時，懷疑車速過快及煞車皮磨損，在斜路落斜轉入迴旋處時失去平衡，全車翻側在隔音屏障旁，車頂隨即壓向乘客，導致大量乘客被困於車頂及座椅之間，而司機則受輕傷但可自行爬出車廂，不過隨後被警方以危險駕駛導致他人死亡罪名拘捕。同一時間，另一部同行的旅遊巴則安全抵達目的地。

## 救援經過
香港消防處於意外後9分鐘趕抵現場，於現場發現14具遺體，另4人送往醫院後亦証實不治。由於遇害者眾多，當局自2003年屯門公路雙層巴士墮坡事故後首次於大型意外現場設置充氣帳篷充當停屍間。所有死者為29至83歲女性，而傷者年齡則介乎2至85歲，有傷者表示事發前車速太快。警方及消防出動300多人，政府飛行服務隊亦協助運送傷者，最後一名傷者於意外發生後約3小時獲救。傷者送往8間醫院救治，醫院管理局啟動緊急應變，而時任行政長官曾蔭權則到接收最多傷者的將軍澳醫院探望，然後亦到車禍現場視察，視察期間走到臨時停屍間為死難者祈禱，又責成有關部門徹查意外原因及為死傷者家屬提供適切援助。意外發生後，警方設立3條熱線讓市民查詢交通意外的死傷者資料，民政事務總署在將軍澳醫院、聯合醫院、廣華醫院、伊利沙伯醫院及沙田威爾斯親王醫院設立5個援助站為市民提供協助及供市民查詢。事故中一名45歲女傷者留醫4日，延至5月5日不治，令死亡人數上升至19人。
當局於下午5時清理現場，由於旅遊巴車頂與車身分離，因此警方要將旅遊巴拆件運往汽車扣留中心，先拆卸車頂運走，再拖走車底。

## 後續、審訊及判決
為免同類事故再發生，路政署事發後已於事發路段的「長命斜」髹上更深更凸出的黃色減速線，提示駕駛者減速。另外，「長命斜」新西貢公路之窩美站設立為巴士必停站，協助巴士減速，另於事發地點南邊圍迴旋處巴士站加建防撞欄，令該巴士站列為公共交通專區之餘更保障其他駕駛者以防再發生同類事件。另外亦於新西貢公路往西貢入口設下超速攝影機以提示司機。肇事司機孔令國事後被控「危險駕駛引致他人死亡」罪名，並承認控罪。2009年6月19日，孔在區域法院判刑；法官指出，由於案發時危駕致死的刑罰並未提高（相關罪行的最高刑罰在2008年7月4日，即事發後兩個月提高至監禁10年），因此以5年監禁作量刑起點，但由於孔認罪，故判入獄3年4個月，另吊銷駕駛執照3年。律政司及後不滿被告停牌期過輕，提出覆核。上訴庭於2010年4月15日裁定律政司上訴得直，被告的停牌期由3年倍增至6年。

## 相關影視作品
- 2015年《火速救兵III》第3集中旅遊巴翻側意外以此事故為藍本

## 外部連結
- 香港巴士大典上的相关条目：2008年西貢南邊圍旅遊巴翻側事故

| 香港傷亡最慘重的車禍                                      | 香港傷亡最慘重的車禍                                      | 香港傷亡最慘重的車禍                                     | 香港傷亡最慘重的車禍                                  | 香港傷亡最慘重的車禍                                      |
| 1                                                         | 2                                                         | 3                                                        | 4                                                     | 5                                                         |
| --------------------------------------------------------- | --------------------------------------------------------- | -------------------------------------------------------- | ----------------------------------------------------- | --------------------------------------------------------- |
| 2003年7月10日 屯門公路雙層巴士墮坡事故 21人死亡、20人受傷 | 2018年2月10日 大埔公路雙層巴士翻側事故 19人死亡、65人受傷 | 2008年5月1日 西貢南邊圍旅遊巴翻側事故 19人死亡、43人受傷 | 1973年7月22日 新大嶼山巴士墮崖事故 17人死亡、23人受傷 | 2019年12月18日 粉嶺公路雙層巴士撞樹事故 6人死亡、39人受傷 |